# Laveggio
Laveggio är ett vattendrag i Schweiz. Det ligger i den sydöstra delen av landet, 170 km sydost om huvudstaden Bern.
I omgivningarna runt Laveggio växer i huvudsak blandskog. Runt Laveggio är det tätbefolkat, med 947 invånare per kvadratkilometer.